# Kung Fu Panda
Kung Fu Panda (tựa tiếng Việt: Gấu mập học võ) là một bộ phim hoạt hình 3D của hãng DreamWorks do hai đạo diễn sáng lập nên là John Stevenson và Mark Osborne, được sản xuất bởi Melissa Cobb.
Bộ phim nói về một chú gấu trúc thích học võ thuật Kung Fu nhưng không được cha nuôi đồng ý, bị bắt buộc phải nối nghiệp bán mì của cha nuôi vì biến cố ngày xưa. Rồi trong một dịp, cậu được học với một sư phụ bậc thầy môn võ Kung Fu cùng với những đồng môn có tiếng khác. Rồi những chuyện thú vị lại xảy đến với gấu trúc Bảo tham ăn nhưng đầy hi vọng.

## Nội dung
Ngày xửa ngày xưa, ở Thung lũng Bình Yên thuộc Trung Hoa cổ đại, chú gấu trúc vụng về Po phụ cha nuôi mình là ngỗng Ping làm quán mì, nhưng trong lòng cậu muốn chiến đấu cùng nhóm Ngũ Đại Hào Kiệt – Hổ Tỉ, Hầu Ca, Linh Hạc, Thanh Xà, và Đường Lang – một nhóm năm cao thủ võ hiệp do sư phụ Shifu huấn luyện.
Đại sư Oogway, là sư phụ của Shifu, có điềm báo rằng đại đệ tử sa ngã của Shifu là Đại Long, sẽ vượt ngục và tấn công thung lũng để cướp Thần Long Bí kíp, bảo vật huyền thoại mà hắn đã bị từ chối. Lo sợ trước điều đó, Shifu sai ngỗng Zeng tới nhà tù Chor-Gom đề nghị tăng cường an ninh, đồng thời tổ chức giải đấu cho nhóm Ngũ Hiệp để Oogway chọn ra Thần Long Đại Hiệp, người hùng được tiên tri là lĩnh hội được bí kíp, thứ đem lại sức mạnh vô tận cho người đọc. Vì đến trễ nên Po không vào được sảnh đấu; trong một nỗ lực để chiêm ngưỡng thần tượng, Po vô tình lao mình vào giữa đám đông, đúng lúc Oogway chỉ vào cậu và tuyên bố cậu là Thần Long Đại Hiệp trước sự kinh ngạc của mọi người.
Cho rằng quyết định của Oogway là ngẫu nhiên, Shifu tìm cách đuổi cậu bằng phương pháp rèn luyện hà khắc, còn nhóm Ngũ Hiệp coi cậu là một tên cục mịch không có khiếu võ thuật. Po cũng định bỏ cuộc, nhưng sau khi được Oogway động viên, cậu chịu đựng khóa huấn luyện và dần kết thân với nhóm Ngũ Hiệp nhờ sự kiên nhẫn, khiếu nấu ăn và tính hài hước. Cậu được kể rằng lối hành xử lạnh lùng và xa cách của Shifu là do đau lòng trước sự phản bội của Đại Long, kẻ đã được ông nuôi nấng và dạy dỗ như con đẻ từ bé. Trong lúc đó, lời cảnh báo của Zeng bị phớt lờ, và Đại Long dùng một cọng lông rụng ra từ Zeng để bẻ khóa rồi hạ gục các lính canh. Hay tin, Shifu báo cho sư phụ mình và được khuyên là hãy tin tưởng Po. Oogway từ trần ngay sau đó - thân thể ông hóa thành những cánh hoa đào bay theo gió.
Hai tin dữ liên tiếp ập đến cộng với việc Po vẫn chưa tiến bộ khiến Shifu thừa nhận mình không biết cách dạy câu. Nghe được chuyện, Hổ Tỉ, thành viên giỏi nhất trong nhóm Ngũ Hiệp, tự dẫn đội của mình đi ngăn chặn Đại Long. Ngày hôm sau, Shifu nhận ra là Po có thể thực hiện những năng lực thể chất phi thường nếu có đồ ăn là động lực, và rồi dạy võ thành công cho cậu bằng việc sử dụng đồ ăn làm đạo cụ và phần thưởng. Bài kiểm tra cuối cùng là hai bên vận dụng kỹ năng kung fu để tranh ăn một đĩa bánh bao. Shifu lấy được gần hết bánh, còn Po có chiếc cuối cùng, nhưng rồi cậu không ăn. Shifu mừng vì Po đã thành tài.
Nhóm Ngũ Đại Hào Kiệt nỗ lực chiến đấu, song họ không đọ nổi chiêu điểm huyệt của Đại Long. Shifu cho rằng Po đã sẵn sàng lĩnh hội Thần Long Bí kíp và giao nó cho cậu, nhưng bên trong không có gì ngoài một lớp mạ vàng phản chiếu. Nghĩ rằng Oogway đã nhầm, Po và nhóm Ngũ Hiệp sơ tán cư dân Thung lũng, còn Shifu chuẩn bị đối mặt với Đại Long. Để an ủi Po, ông Ping tiết lộ rằng "Nước lèo Bí truyền" không có nguyên liệu gì đặc biệt, mà chỉ cần người nấu tin tưởng bản thân. Nhận ra đây cũng là thông điệp của Thần Long Bí kíp, được thể hiện qua mặt phản chiếu người đọc, Po khẩn trương quay lại giúp Shifu.
Tại Sảnh Chiến Binh, Đại Long đánh cho Shifu đến suýt chết. Mặc dù Shifu xin lỗi vì lòng kiêu hãnh của mình đã khiến ông đặt kỳ vọng quá lớn và vô thức biến Đại Long thành kẻ xấu, nhưng hắn vẫn đòi Bí kíp. Po đến kịp với Bí kíp trong tay. Đại Long bất ngờ trước đối thủ không có kỹ năng bài bản nhưng ứng biến tốt bằng cơ thể của mình và môi trường xung quanh. Mặc dù đoạt được Bí kíp, nhưng vì mờ mắt bởi lòng tham nên Đại Long không hiểu được ý nghĩa của nó. Hắn trút giận lên cậu bằng hàng loạt đòn điểm huyệt, nhưng cơ thể mập mạp của Po miễn nhiễm đòn ấy. Nhận ra điều đó, Po khuất phục đối thủ bằng kỹ năng kung fu của mình, và rồi đánh bại hắn ta bằng chiêu Vô Tích Tỏa Chi Công. Po được cư dân Thung lũng tôn vinh và nhóm Ngũ Hiệp tôn trọng, còn Shifu cuối cùng cũng có được sự thanh thản.
Trong một đoạn ngắn sau phần post-credit, Shifu và Po cùng ăn dưới cây đào mà ông trồng trước đó trong phim.

## Diễn viên lồng tiếng
| Nhân vật                                                    | Diễn viên lồng tiếng  |
| ----------------------------------------------------------- | --------------------- |
| Gấu trúc Bảo (Po) - Gấu trúc lớn                            | Jack Black            |
| Ngỗng Bình (Mr. Ping), Cha của Po - Ngỗng sư tử             | James Hong            |
| Sư phụ Shifu (Master Shifu) - Gấu trúc đỏ                   | Dustin Hoffman        |
| Đại sư tỷ Hổ Nương (Master Tigress) - Hổ Hoa Nam            | Angelina Jolie        |
| Sư tỷ Mãng xà (Master Viper) - Rắn lục xanh                 | Lucy Liu              |
| Sư huynh Bọ ngựa (Master Mantis) - Bọ ngựa Trung Quốc       | Seth Rogen            |
| Sư huynh Sếu (Master Crane) - Sếu Nhật Bản                  | David Cross           |
| Sư huynh Hầu (Master Monkey) - Voọc mũi hếch vàng           | Thành Long            |
| Báo tuyết Đại Long (Tai Lung) - Báo tuyết                   | Ian McShane           |
| Chiến binh tê giác Vachir (Commander Vachir) - Tê giác Java | Michael Clarke Duncan |
| Ngỗng cung đình Tăng (Zeng) - Sếu Nhật Bản                  | Dan Fogler            |
| Sư tổ rùa Oogway (Grand Master Oogway) - Rùa Galápagos      | Randall Duk Kim       |

## Sản xuất
Bộ phim lấy ý tưởng từ Michael Lachance, người quản lý và thực hiện các kế hoạch của hãng DreamWorks. Bộ phim được làm hoàn toàn bằng máy tính.

## Khởi chiếu
- Kung Fu Panda chiếu giới thiệu tại Liên hoan phim Cannes (Pháp) ngày 15/5/2008.
- Khởi chiếu tại Mỹ từ 6/6/2008.
- Tại Việt Nam từ 27/6/2008.[6]

Kungfu Panda đã đạt doanh thu $60.2 triệu USD ngay sau tuần đầu tiên công chiếu tại Mỹ (6/6/2008), dẫn đầu nhiều bảng xếp hạng trong tuần, như bảng xếp hạng của Box Office Mojo và vượt qua bộ phim ăn khách Sex And The City để vươn lên vào vị trí thứ nhất vào ngày 8 tháng 6 năm 2008. Rồi bộ phim đạt được doanh thu 16 triệu NDT (gần 2,4 triệu USD) chỉ sau 2 tuần công chiếu tại Trung Quốc. Tổng cộng doanh thu phim Kungfu Panda thu về được là $631.908.951 USD trên toàn thế giới.

## Công nghệ
Kungfu Panda được sản xuất trên nền công nghệ IMAX, công nghệ này giúp thể hiện hình ảnh với kích cỡ và độ phân giải rất cao. Với công nghệ IMAX, màn hình chuẩn có thể có chiều rộng tới 22 m và chiều cao tới 16 m.

## Giải thưởng
Kungfu Panda đã nhận được 16 đề cử trong lần thứ 36 của Giải Phim Hoạt Hình Quốc tế Annie được tổ chức thường niên. Trong những đề cử đó có đề cử Phim Hoạt Hình xuất sắc nhất. Cạnh tranh với Kungfu Panda còn có một bộ phim đình đám khác của hãng Pixar: Robot biết yêu, bộ phim hoạt hình nắm giữ 7 đề cử Annie. Kết quả trao giải được thông báo sẽ công bố ở Los Angeles vào ngày 30/1/2009.

## Phê bình
Hollywood Reporter đã nhận xét: "Kungfu Panda xứng đáng được coi là 1 tác phẩm hoàn hảo của hãng DreamWorks".

## Hậu trường
1. Công việc làm phim đã diễn ra từ trước tháng 10 năm 2004. Đến tháng 9 năm 2005, hãng DreamWorks thông báo đã tìm được diễn viên chính Jack Black lồng tiếng cho chú gấu Po.
2. Lúc đầu đạo diễn Mark Osborne có đề nghị làm một bộ phim có chiều sâu, nhưng đồng đạo diễn John Stevenson có ý kiến khác là làm một bộ phim hài kết hợp hành động, dễ hiểu đối với mọi tầng lớp lứa tuổi.
3. Nhà soạn nhạc Hans Zimmer được mời làm phần nhạc nền. Và để làm công việc này, ông đã phải lặn lội sang Trung Quốc để tìm hiểu nền văn hóa cũng như các nhạc điệu ở đây. Ông cũng đã nghe nhiều buổi diễn của dàn nhạc Trung Quốc Chinese National Symphony. Tuy nhiên, ngoài Zimmer ra, tổng giám đốc của hãng DreamWorks còn mời John Powell tham gia làm một phần nhạc nền. 8 năm trước đó, 2 nhà soạn nhạc này đã từng hợp tác soạn nhạc cho bộ phim Chill Factor và The Road To El Dorado.
4. Album nhạc nền của phim Kungfu Panda có tên Interscope Records đã được phát hành ra thị trường (3/6/2008) trước khi phim công chiếu 3 ngày.
5. Hãng Activision đã sản xuất 1 trò chơi ăn theo Kungfu Panda.
6. 89% độc giả của web Rotten Tomatoes nhận xét và đánh giá Kungfu Panda là một bộ phim hay.[5]

## Secrets of the Furious Five - Bí mật Ngũ Hùng
Đây là phim ngắn bên lề dài 25 phút, nói về quá trình học tập võ thuật và lớn lên của nhóm Ngũ Đại Hào Kiệt. Các diễn viên lồng tiếng gồm: 
| Nhân vật                     | Diễn viên lồng tiếng |
| ---------------------------- | -------------------- |
| Đại sư tỷ Hổ Nương (Tigress) | Tara Strong          |
| Sư tỷ Rắn (Viper)            | Jessica Di Cicco     |
| Sư huynh Bọ ngựa (Mantis)    | Max Koch             |
| Sư huynh Sếu (Crane)         | David Cross          |
| Sư huynh Hầu Vương (Monkey)  | Thành Long           |

## Phần tiếp theo
Giám đốc của hãng DreamWorks cho biết vào ngày 13 tháng 8 năm 2008, phần 2 đã được bấm máy. Kung Fu Panda 2 đã ra mắt tại các rạp chiếu vào ngày 1 tháng 6 năm 2011.